# Rue Audran (Paris)
Pour les articles homonymes, voir Rue Audran et Audran.
La rue Audran est une voie du 18e arrondissement de Paris, en France.

## Situation et accès
La rue Audran est une voie publique située dans le 18e arrondissement de Paris. Elle débute au 30, rue Véron et se termine au 47, rue des Abbesses.

## Origine du nom
Cette rue tient son nom de Gérard Audran, graveur français du XVIIe siècle.

## Historique
Cette voie de l'ancienne commune de Montmartre est ouverte en 1839 sous le nom de « rue Neuve-Véron », avant de prendre le nom de « rue Gérard-Audran », en l'honneur du  graveur et dessinateur Gérard Audran (1640-1703).
Classée dans la voirie parisienne par un décret du 23 mai 1863, elle prend le nom de « rue Audran » par un décret du 24 août 1864.